# Mercedario
Il Mercedario (6.770 m s.l.m.) è una montagna delle Ande situata in Argentina, nella Provincia di San Juan.
Il suo nome indigeno era Pichiragua o Lighue. Si tratta della cima più elevata della Cordillera Ramada. Presenta una altezza stimata di 6770 metri, ma probabilmente è più elevata, non essendo mai stata misurata direttamente, ma soltanto per comparazione con le elevazioni circostanti.

## Ascensione alla vetta
La prima ascensione moderna è stata compiuta da una spedizione polacca, composta da Victor Ostrowski, A. Karpinski, Stefan Daszyski e Stefan Osiescki nel 1934.
Nel 1968, dopo vari tentativi da parte di forti alpinisti argentini, un gruppo nipponico guidato da Saburo Yoshida compì la prima ascensione della parete sud.
Nel 1971 una spedizione austriaca, guidata da Fritz Moravec e Othmar Kucera, salì la parete nord.
Nel 1972 gli italiani Sergio Gino Job e Antonio Beorchia Nigris, scalarono il Mercedario dalla via normale e trovarono delle vestigia incaiche poco sotto la sua cima.
Nel gennaio del 1975 una spedizione italiana guidata da Antonio Mastellaro riuscì a salire il versante est.
Nel 1983 una piccola spedizione goriziana è riuscita a percorrere con tre campi la cresta sud-ovest, considerata la via più difficile della montagna e uno degli ultimi problemi alpinistici delle Ande.
Il 27 gennaio Mauro Collini, Sergio Figel, Mario Tavagnutti e Rudi Vittori hanno raggiunto la vetta.